# ロロピアーナ
ロロピアーナ（ Loro Piana）は、イタリアの高級衣料品ブランド・テキスタイルメーカーである。ハイエンド層向け商品、高級カシミアとウール製品に特化している。フランスのLVMHグループに属する

## 歴史
ロロピアーナは、1924年に北イタリア・トリベロで創立された。２０１３年７月、LVMH（モエ・ヘネシー・ルイ・ヴィトン）グループが、発行済み株式の80％を取得し、買収した。株式の残り20％は「ロロ・ピアーナ」創業一族が保持し続けるとされている。

## ストア
ヨーロッパ、北アメリカ、アジアに132店舗を所有している。